# Manual de Jefferson

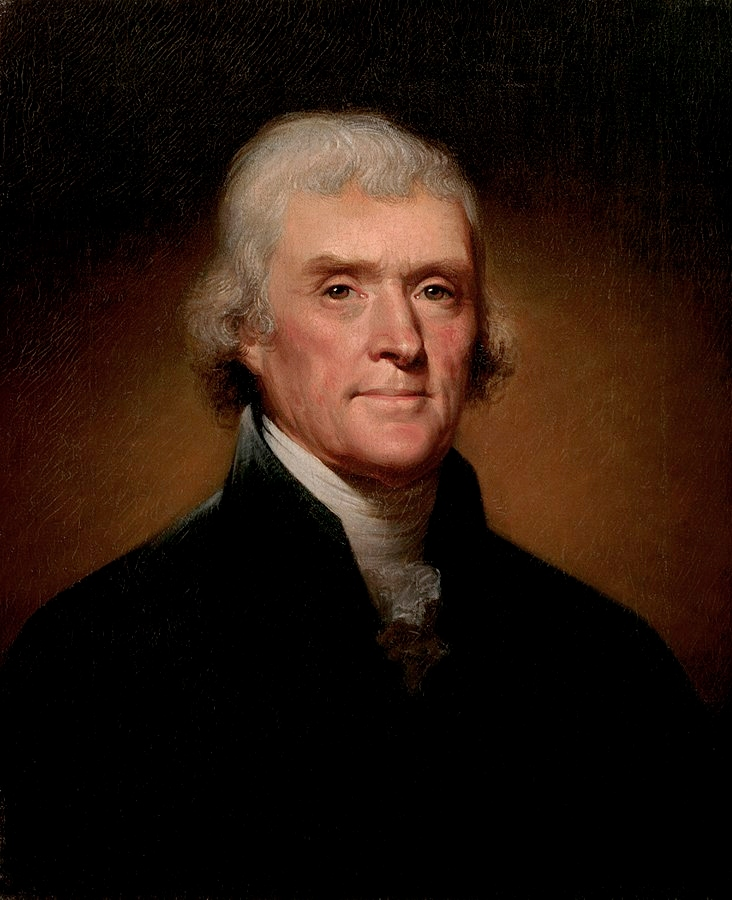
Óleo de Thomas Jefferson, por Rembrandt Peale.

El Manual de Jefferson (en inglés: Jefferson's Manual), o Un Manual de Práctica Parlamentaria para el Uso del Senado de los Estados Unidos (en inglés: A Manual of Parliamentary Practice for the Use of the Senate of the United States), es una compilación de textos escritos por Thomas Jefferson mientras ejercía la presidencia del Senado de los Estados Unidos, en su calidad de vicepresidente (1797-1801), con el motivo de servir como guía acerca de los procedimientos legislativos del Senado. Jefferson se basó en algunas notas que él mismo tomó cuando estudiaba derecho parlamentario en el College of William and Mary para redactar el libro. El manual consiste en 53 secciones y su versión original fue impresa por el editor Samuel Harrison Smith, la cual desapareció; aunque existe una copia personal de Jefferson que es conservada por la Biblioteca del Congreso. Una segunda edición fue publicada en 1812.
Desde 1837 —y según lo provisto por su reglamento—, la Cámara de Representantes se rige parcialmente por el Manual de Jefferson, citando que «[el manual] debería regir la Cámara en todos los casos a los que sean aplicables y en los que no sean incompatibles con las reglas y el orden permanentes de la Cámara de Representantes». El Senado solamente lo usa para cuestiones de «orden y decoro».